# Tour Part-Dieu
Pour les articles homonymes, voir Tour du Crédit lyonnais et Part-Dieu (homonymie).
La tour Part-Dieu ou tour Part-Dieu LCL (anciennement tour du Crédit lyonnais), surnommée « le crayon », est un gratte-ciel de bureaux situé dans le quartier d'affaires de la Part-Dieu à Lyon, en France.
Œuvre du cabinet américain Araldo Cossutta & Associates, bâtie de 1972 à 1977, la tour mesure 164,9 mètres de haut. À sa livraison en 1977, c’était le plus haut gratte-ciel français hors de l'Île-de-France — détrônée en 2015 par la tour Incity, située non loin et surnommée « la gomme » par symétrie avec « le crayon » — et le 4e plus haut bâtiment de France ; en 2024[à vérifier], elle occupe la 14e place de ce classement. Selon les souhaits de son architecte, son sommet se situe sensiblement à la même hauteur que la basilique Notre-Dame de Fourvière.
La tour Part-Dieu est formée d’un cylindre haut de 144 m comportant 39 étages, surmonté d'une pyramide transparente de 23 m. La tour étant vide en son cœur, la pyramide y fait pénétrer la lumière naturelle. Cette forme a valu à la tour son surnom de « crayon » donné par les Lyonnais.
Une tentative d’explication avancée pour la forme de crayon est que le fondateur du Crédit lyonnais (banque née au XIXe siècle pour les « Soyeux ») aurait tenu ses comptes au crayon à papier.[réf. nécessaire]
La construction de la tour est décidée par plusieurs groupes financiers, dont le Crédit lyonnais. Aujourd’hui, la banque n’occupe plus les locaux mais fait toujours partie des six propriétaires bailleurs. Un hôtel du groupe Radisson Blu occupe les 8 derniers étages.
En 2008, à l'occasion de son 31e anniversaire, la tour du Crédit lyonnais change de nom et de logo : elle adopte officiellement le nom de « Tour Part-Dieu » et incorpore dans son logo son surnom de « crayon ». En 2010, une enseigne lumineuse estampillée « Tour Part-Dieu - LCL » est installée au sommet de l'édifice.

## Historique
Dans le cadre de la réalisation du centre directionnel de la Part-Dieu, il a été décidé la construction d'une tour de bureaux pour « signaler la présence de ce centre » afin de « matérialiser l'axe virtuel de composition que l'on imagine prolongé à l'est jusqu'aux Gratte-Ciel de Villeurbanne ». La tour a été inaugurée en 1977. Cette construction s'est révélée catastrophique sur le plan économique et a freiné le développement de l'ensemble du quartier pendant les dix années qui ont suivi son inauguration.[réf. nécessaire]

## Détails techniques
Chaque plateau couvre 1 115 m2 pour une surface totale de 78 202 m2, dont 37 000 m2 de bureaux. Un parking de 220 places est situé au sous-sol. L'entrée principale de la tour est située sur la dalle de la Part-Dieu, tandis que l'entrée de l'hôtel est située rue Servient.
La tour comprend 19 ascenseurs, dont 10 pour les bureaux du RdC au 31e étage, 2 directs du RdC au 32e étage à grande vitesse (4 m/s), 2 pour l'hôtel du 32e au 40e, 4 ascenseurs de service pour l'hôtel qui desservent aussi le RdC et les sous-sols -1 et -2, et 1 monte-charge pour les bureaux.

## Aujourd'hui
Les sept derniers étages du bâtiment sont occupés par un hôtel dont l'exploitant actuel est Radisson (anciennement Le Méridien), les autres étages sont des bureaux. L'hôtel du sommet possède le bar-restaurant panoramique Celest bar restaurant, situé au 32e étage, accessible par deux ascenseurs directs à grande vitesse (4 m/s) séparés de ceux qui mènent aux étages de bureaux. Au-dessus, la tour est creusée sur ses dix derniers étages : les chambres de l'hôtel elles-mêmes sont situées autour d'un puits central qui diffuse la lumière provenant de la pyramide transparente située juste au-dessus.
Actuellement, la tour Part-Dieu est le deuxième plus haut bâtiment de la métropole de Lyon, dépassé en janvier 2015 par la tour Incity  mesurant 200 mètres. 
La tour Oxygène, inaugurée en 2010, jumèle le « crayon ». En effet, c'est la deuxième tour lyonnaise la plus haute (115 mètres) à sa construction. Mise en service en avril 2010, elle comporte à ses pieds, un centre commercial, le Cours Oxygène, principalement consacré à l'équipement de la maison, et dont les allées sont reliées au centre commercial de la Part-Dieu, qui a ouvert ses portes en 1975.
En 2012, à l'occasion de la Fête des Lumières, la tour a présenté une illumination colorée de son toit.

## La tour Part-Dieu dans la culture populaire
La tour apparaît sur le recto des cartes postales de la ville, mais aussi sous une forme humoristique sur des journaux/magazines locaux ou encore sur le Petit Paumé ; car cette tour faisant partie intégrante de la ville est devenue un de ses monuments les plus représentatifs.
Dans sa chanson Lyon-Presqu'île sur l'album La Superbe, Benjamin Biolay (né à Villefranche-sur-Saône) inclut la « tour en stylo bille » dans son panorama des principaux monuments de la ville.

## Copropriétaires
- LCL (Le Crédit Lyonnais) (au titre de son enseigne)
- Algonquin France, société foncière propriétaire des murs de l'hôtel
- Française AM, via deux SCPI, propriétaire de 20 plateaux
- DCB International, (via la Société Financière de la Part-Dieu) propriétaire de 11 plateaux